# Nieuwerkerk aan den IJssel
Nieuwerkerk aan den IJssel  è una località dei Paesi Bassi situata nel comune di Zuidplas, nella provincia dell'Olanda meridionale.
È il punto più basso dell'Olanda.